# Jednotná kontaktní místa Hospodářské komory ČR
Kontaktní místa jsou oblastními konzultačními středisky Hospodářské komory ČR. Slouží k podpoře podnikání a podnikatelů na území ČR.
Cílem kontaktních míst je poskytování informačních a poradenských služeb a dále navigaci v systému podpory podnikání dostupné z EU, státu a krajů. Vybraná kontaktní místa dále zajišťují fungování Projektu mimosoudního řešení spotřebitelských sporů a také jsou schopna prostřednictvím služby Czech POINT vydat ověřené výpisy z Informační a veřejné správy (ISVS). V této oblasti dnes nabízejí výpisy z katastru nemovitostí, živnostenského rejstříku , obchodního rejstříku, výpis z Rejstříku trestů, podání kontaktním místem veřejné zprávy podle § 72 živnostenského zákona,výpis z bodového systému řidiče,výpis ze seznamu kvalifikovaných dodavatelů, výpis ze systému MA ISOH.
Podnikatelé mohou dále oslovovat kontaktní místa v následujících situací:
- asistence při vstupu do podnikání
- obecné poradenství pro podnikání
- dotační poradenství
- poradenství při podnikání v zahraničí, proexportní poradenství
- zprostředkování obchodních kontaktů

V současné době fungují kontaktní místa HK ČR na téměř 100 místech po celé ČR. V jednotlivých krajích jmenovitě při regionálních komorách v Pardubicích, Hradci Králové[nedostupný zdroj], Liberci[nedostupný zdroj], Ústí nad Labem, Karlových Varech, Plzni, Českých Budějovicích, Jihlavě, Brně, Zlíně[nedostupný zdroj], Olomouci, Ostravě.